# Daddala lucilla
Daddala lucilla är en fjärilsart som beskrevs av Butler 1881. Daddala lucilla ingår i släktet Daddala och familjen nattflyn. Inga underarter finns listade i Catalogue of Life.

## Bildgalleri

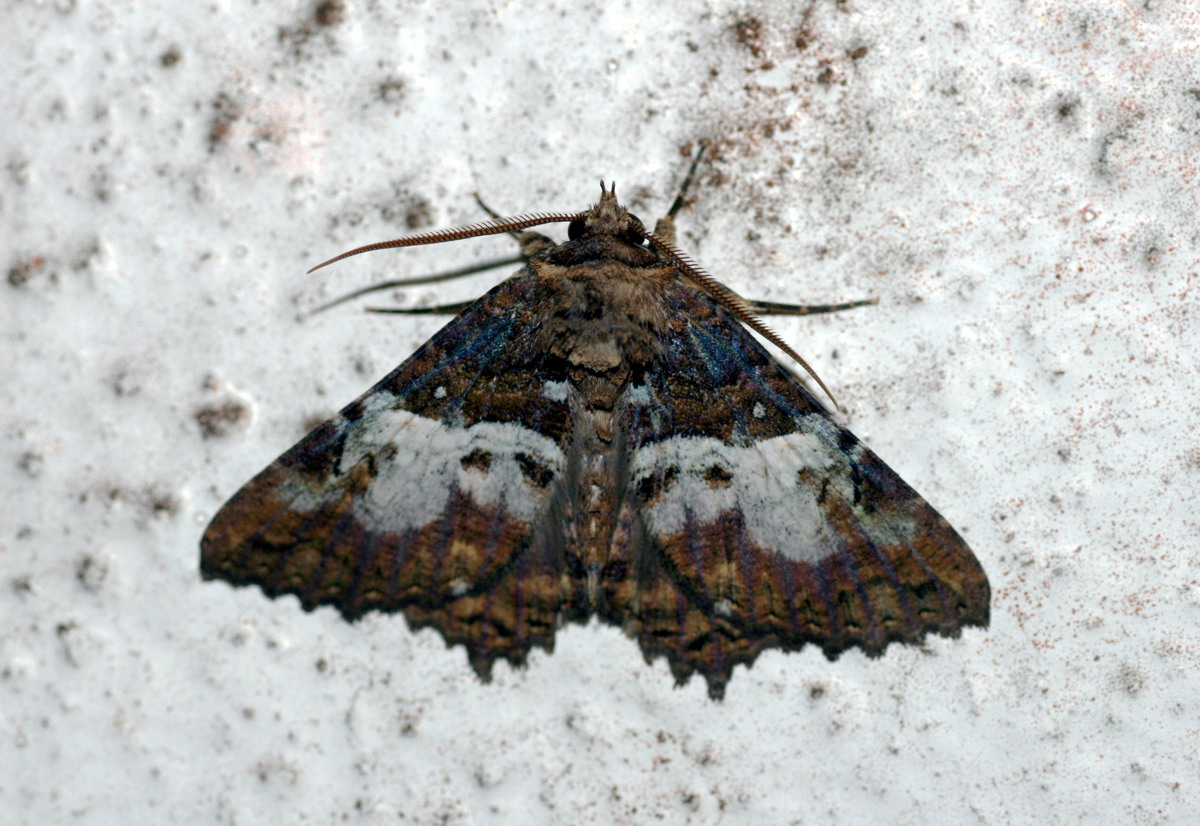
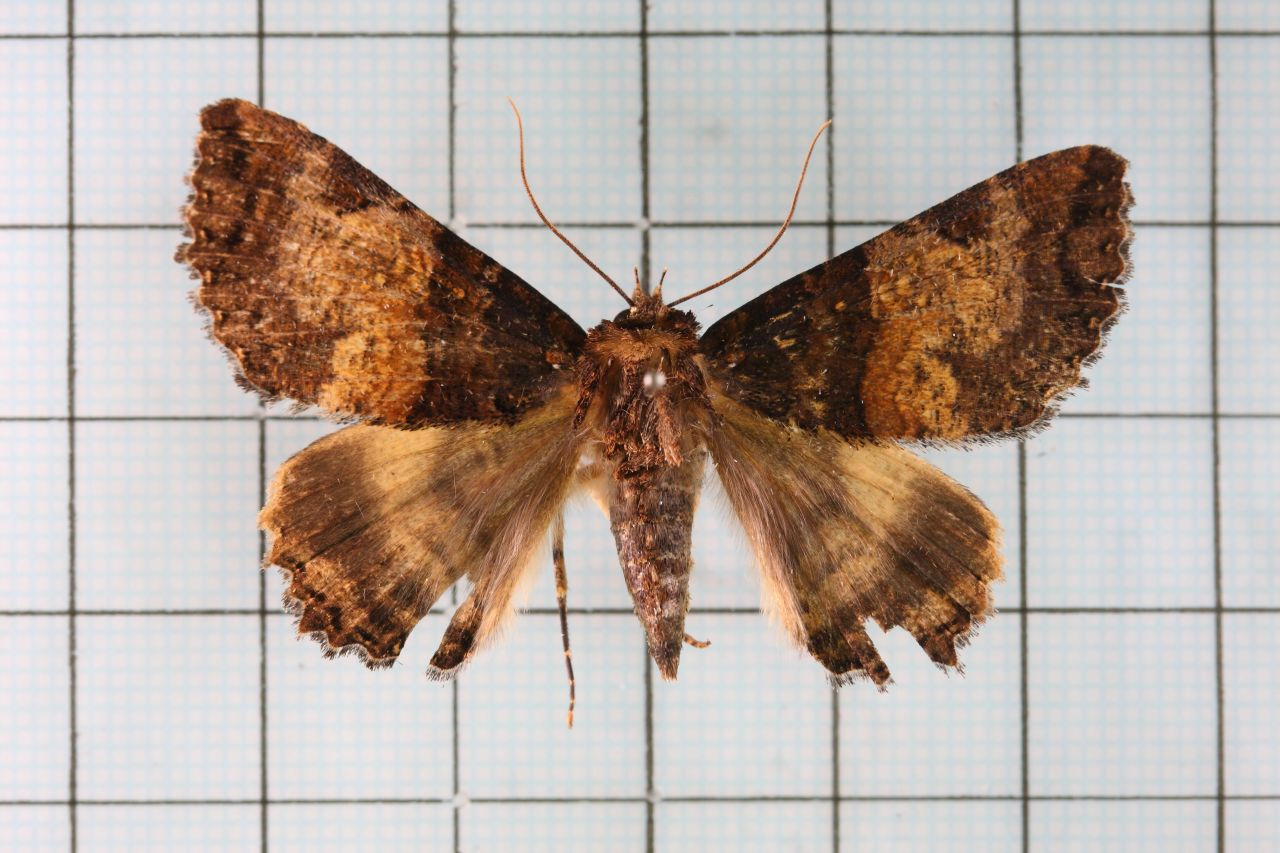
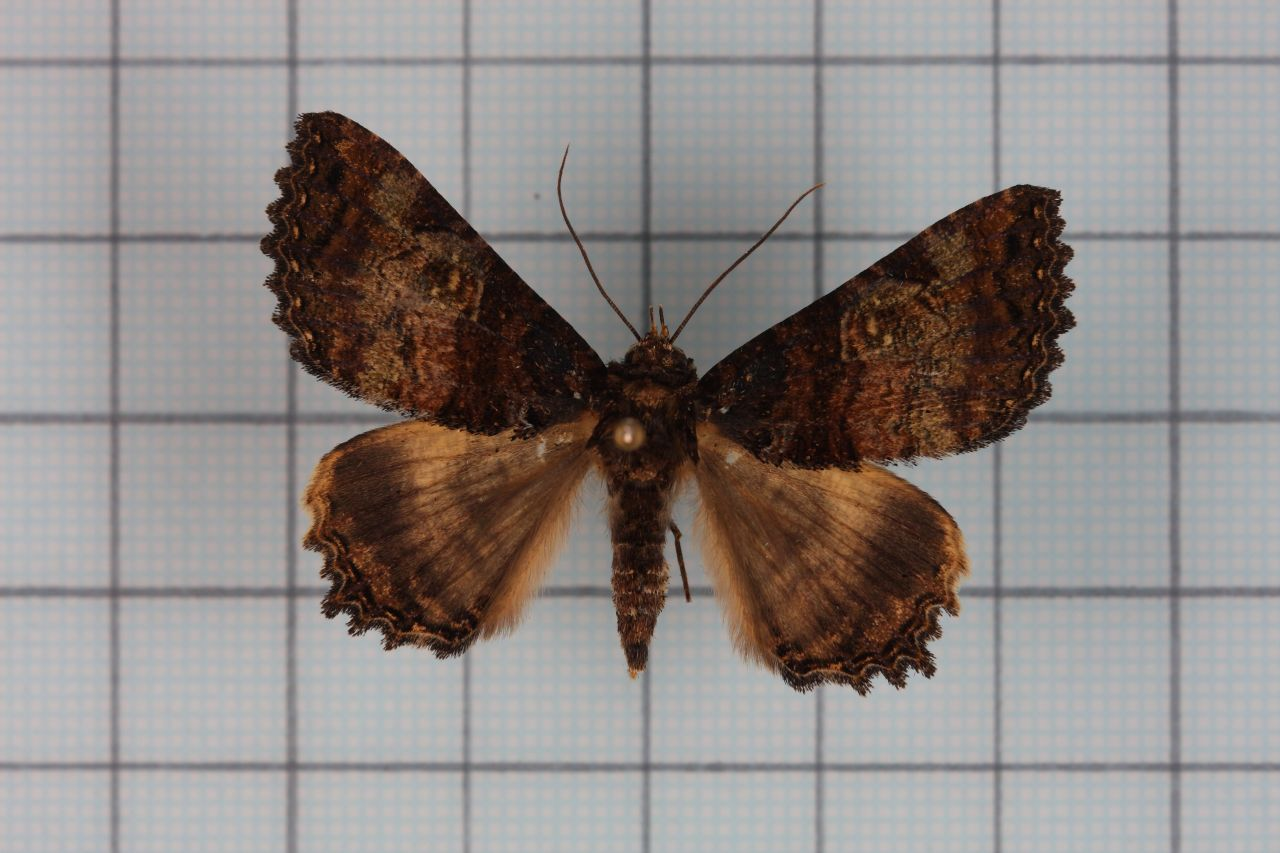
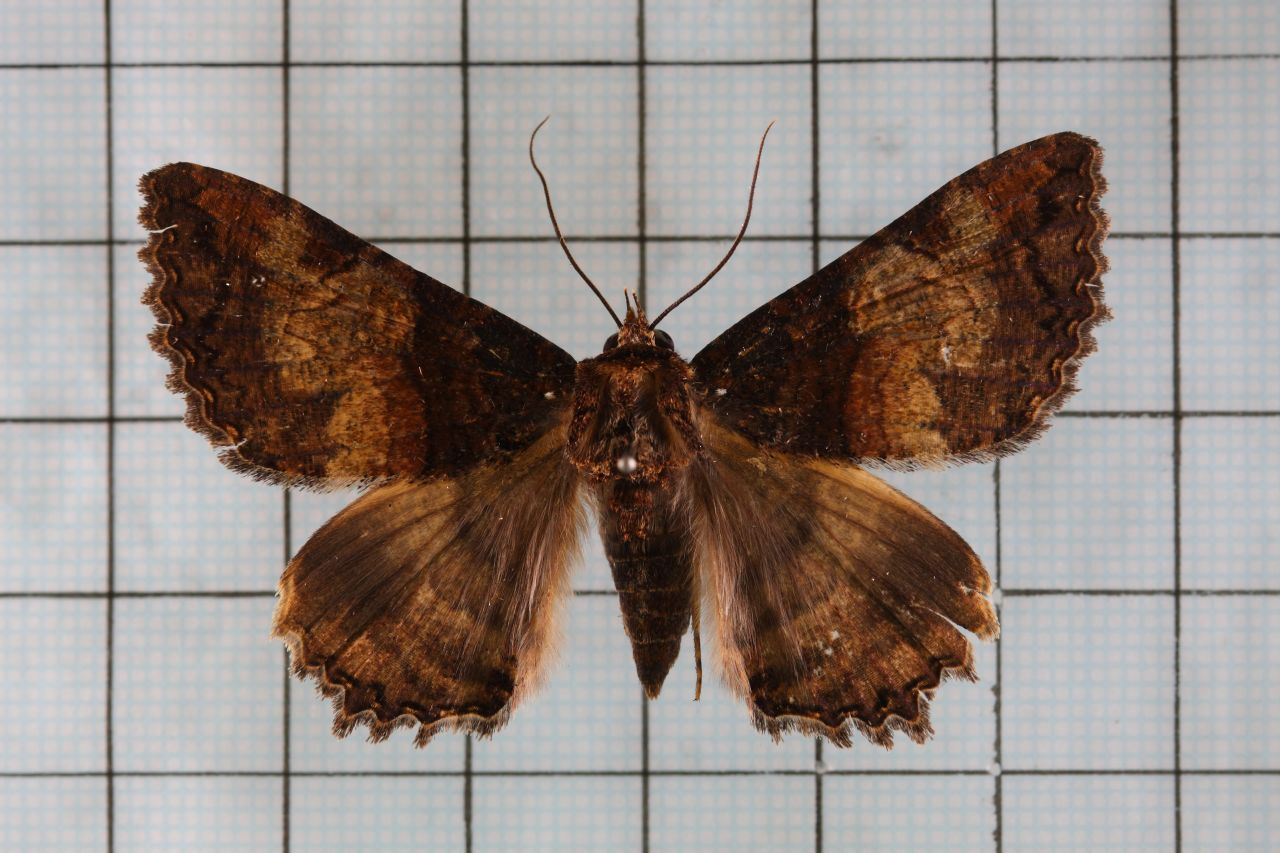
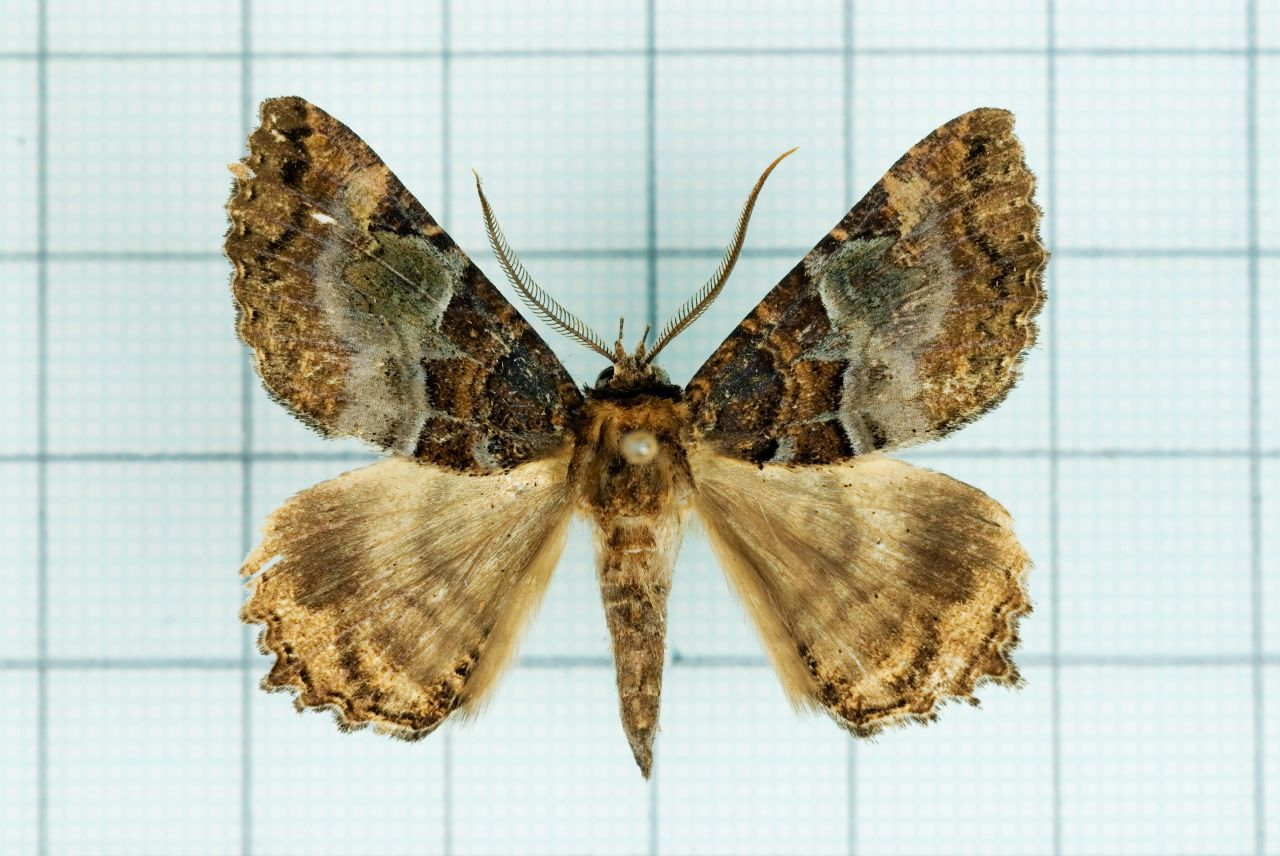
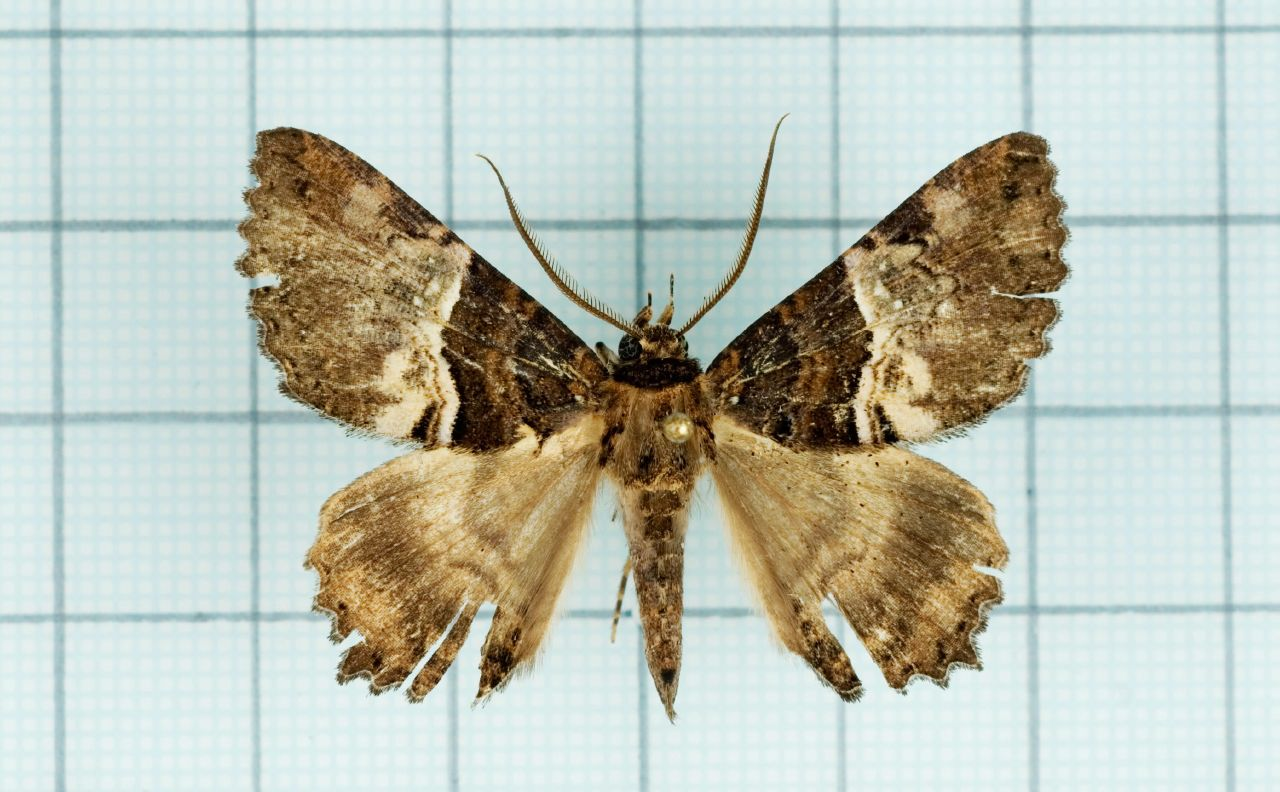